# Марш советских танкистов
Марш сове́тских танки́стов — известная советская песня. Написана в 1938 году, музыка братьев Покрасс, стихи Бориса Ласкина. Впервые прозвучала в фильме «Трактористы» (1939).
Броня крепка, и танки наши бы́стры,

И наши люди мужества полны́:

В строю стоя́т советские танкисты —

Своей великой Родины сыны.

(Припев)

Гремя огнём, сверкая блеском стали

Пойдут машины в яростный поход,

Когда нас в бой пошлёт товарищ Сталин

И Первый маршал в бой нас поведёт!

## История создания
Режиссёр фильма И. А. Пырьев побывал на озере Хасан (см. бои у озера Хасан, лето 1938) и задумал снять фильм. Он пригласил поэта Б. С. Ласкина и поставил перед ним задачу — представить к следующему дню песню о советских танкистах, о крепости границ СССР. С текстом пришёл к братьям Покрасс, и они написали музыку.

## История исполнения
В хрущёвские годы в текст песни было внесено изменение: вместо

Когда нас в бой пошлёт товарищ Сталин

И первый маршал в бой нас поведёт!

— пелось:

Когда суровый час войны настанет

И нас в атаку Родина пошлёт.

Фильм «Трактористы» был переозвучен, так что и в фильме песня звучала без имени Сталина. Под первым маршалом подразумевался Климент Ворошилов. Оригинальная версия фильма была возвращена на телеэкраны в 2005 г. (показы телеканала «Культура»).
Наиболее известные исполнители песни:
- Пётр Киричек;
- Николай Крючков;
- Борис Андреев.

## Интересные факты
В одном из куплетов марша звучат следующие слова:

Чужой земли мы не хотим ни пяди,

Но и своей вершка не отдадим.

— эти строки представляют собой поэтическое переложение известных в то время слов И. В. Сталина, сказанных им 27 июня 1930 года в Политическом отчете ЦК XVI съезду ВКП(б): «Ни одной пяди чужой земли не хотим. Но и своей земли, ни одного вершка своей земли не отдадим никому».
Строки Бориса Ласкина также выбиты на фасаде здания Пограничного института ФСБ России на Ленинградском проспекте в Москве, а сама дословная цитата выбита на фасаде Общевойсковой академии Вооружённых Сил Российской Федерации, находящейся на проезде Девичьего Поля в Москве.
Песня звучит как финальный саундтрек во время показа титров в российском фильме «Танки» (2019).